# Labeobarbus malacanthus
Labeobarbus malacanthus és una espècie de peix pertanyent a la família dels ciprínids.

## Descripció
- Fa 15 cm de llargària màxima.[4][5]

## Hàbitat
És un peix d'aigua dolça, bentopelàgic i de clima tropical.

## Distribució geogràfica
Es troba a Àfrica: els rius del Gabon i de la Guinea Equatorial.

## Observacions
És inofensiu per als humans.